# Aka Morchiladze
Aka Morchiladze (en georgiano აკა მორჩილაძე) es el seudónimo del escritor georgiano Giorgi Akhvlediani (გიორგი ახვლედიანი; Tiflis, 10 de noviembre de 1966). Es considerado el escritor más destacado y reconocido de la literatura de ficción georgiana contemporánea.

## Biografía
Aka Morchiladze se graduó en 1988 en la facultad de Historia de la Universidad Estatal Ivane Javakhishvili de Tiflis, donde luego enseñó Historia de Georgia. A principios de la década de 1990 trabajó como periodista para Resonansi y varios diarios de la prensa amarilla.
En 2000 formó parte del célebre Literature Express por Europa mientras que en 2005-2006 fue el creador y presentador de un programa de televisión sobre literatura.
Actualmente vive y trabaja en Londres (Reino Unido).

## Obra
La primera novela de Aka Morchiladze, Viaje a Karabaj (მოგზაურობა ყარაბაღში, 1992), aborda lo absurdo de los conflictos en el Cáucaso y ha sido un superventas desde que apareció por primera vez.
La trilogía sobre Madatov —iniciada con Vuelo sobre la isla Madatov y regreso (1998), a la que siguieron Desaparecer en la isla Madatov (2001) y Una ballena en la isla Madatov (2004)— está llena de alusiones a la literatura mundial, mezclando realidad y ficción: por ejemplo, Knut Hamsun, que vivió a fines del siglo XIX en Tiflis, aparece entre los personajes ficticios, al igual que Ilia Chavchavadze, el famoso escritor, fundador del primer banco georgiano y padre de la nación.
En palabras del escritor Dato Turashvili:

Madatov mismo, en su sentido literal y metafórico, era una isla, pero al mismo tiempo era algo más que la tierra natal. Aka Morchiladze ha hecho algo muy extraño en este libro... haciendo que Madatov sea la historia de una isla y, al mismo tiempo, de una manera extraña, la historia de nuestro país y nuestra gente.

Morchiladze ha ganado numerosos premios literarios en Georgia, entre ellos el premio SABA en seis ocasiones, la primera de ellas en 2003 por su novela Tu aventura. Igualmente, Obolé fue galardonada como mejor novela de 2012. En ella, Irakli, un dramaturgo, vive una vida urbana ordinaria en Tiflis cuando un día recibe una llamada telefónica de su pequeña ciudad natal por la que se entera de que su antigua casa está en peligro de derrumbe y debe ser reparada. Durante los pocos días que Irakli pasa en su antigua casa le asaltan los recuerdos y las historias del lugar donde vivió.
En Cupido contra el muro del Kremlin (კუპიდონი კრემლის კედელთან) —premio SABA 2019— Morchiladze narra la increíble historia de una joven georgiana que en 1939 fue en tren a ver a Stalin en busca de su marido desaparecido por el régimen soviético.
Al igual que Milorad Pavić —su autor favorito— Morchiladze cree que una novela no necesita comenzar desde el principio o avanzar en línea recta hasta el final, aplicando la teoría del lector emancipado de Umberto Eco.
Sus obras han sido publicadas en varios países tales como Alemania, Italia, Serbia, México, Bulgaria, Macedonia del Norte, Egipto, Albania, Estados Unidos, Suecia, Azerbaiyán y Suiza. 
Asimismo, se han hecho varias películas y obras de teatro basadas en textos de Morchiladze.